# Yao (Tschad)
Yao (arabisch ياو) ist eine Stadt im Zentrum des Tschad. Sie liegt direkt in der Provinz Batha und ist innerhalb dieser die Hauptstadt des Départements Fitri.

## Lage und Verkehr
Yao liegt am Nordufer des Fitri-Sees, wo der Batha in den See mündet. Die Stadt liegt abseits der Fernstraßen. Über unbefestigte Pisten ist die asphaltierte Verbindungsstraße, die von Ngoura über Ati nach Oum Hadjer führt, erreichbar.

## Bevölkerung
Yao liegt im Siedlungsgebiet der Bulala. Die Bevölkerung wuchs von 2660 Einwohnern im Jahr 1993 auf 5346 Einwohner beim Zensus 2009. Die Bevölkerung lebt von Landwirtschaft (z. B. Sorghum), Viehhaltung und Fischerei im Fitri-See.

## Geschichte
Yao war das Zentrum des Sultanats Yao, das ab dem 16. Jahrhundert bestand. Seit den 1990er Jahren steigt die Bevölkerung, unter anderem durch Zuzug, stark an, was zu einer verstärkten Konkurrenz um die verfügbaren Ressourcen führt. Nachdem bekannt geworden war, dass am Südostufer des Sees Goldseifen gefunden wurden, kam es dort zu einem regelrechten Goldrausch, der weiteren Druck auf das bereits labile soziale und natürliche Gleichgewicht der Region ausübt.

## Persönlichkeiten
- Mahamat Seïd Abba (1935–2014), tschadischer Politiker